# Prix George-B.-Dantzig
Le prix George B. Dantzig est une distinction mathématique créée en 1982 et décernée tous les trois ans par la SIAM et la Mathematical Optimization Society (MOS) (anciennement Mathematical Programming Society) à une ou deux personnes pour souligner leur apport à l'optimisation numérique. Il porte le nom du mathématicien américain George Dantzig.

## Lauréats
- 1982 : Michael J. D. Powell, Ralph Tyrrell Rockafellar
- 1985 : Ellis L. Johnson, Manfred Padberg
- 1988 : Michael Jeremy Todd
- 1991 : Martin Grötschel, Arkadi Nemirovski
- 1994 : Roger Wets, Claude Lemaréchal
- 1997 : Roger Fletcher, Stephen M. Robinson
- 2000 : Yurii Nesterov
- 2003 : Jong-Shi Pang, Alexander Schrijver
- 2006 : Éva Tardos
- 2009 : Gérard Cornuéjols
- 2012 : Jorge Nocedal[1], Laurence Wolsey
- 2015 : Dimitri Bertsekas
- 2018 : Andrzej Ruszczyński, Alexander Shapiro[2],[3]
- 2021 : Hédy Attouch, Michel Goemans[4]
- 2024 : Stephen Wright

## Liens
- Site officiel à la SIAM
- Le Prix Dantzig sur mathopt.org